# Donna Leon – Vendetta
Vendetta ist ein deutscher Fernsehfilm von Christian von Castelberg aus dem Jahr 2000, der auf dem gleichnamigen Roman von Donna Leon basiert. Es handelt sich um den ersten Filmbeitrag der Donna-Leon-Filmreihe. In den Hauptrollen agieren Joachim Król als Commissario Guido Brunetti, Barbara Auer als dessen Frau Paola sowie Karl Fischer als Brunettis Assistent Vianello. Zudem ist Michael Degen in der wiederkehrenden Rolle des Vice Questore Patta zu sehen. Heinz Hoenig ist als Brunettis Kollege Capitano Della Corte aus Padua besetzt. Die Haupt-Gastrollen werden von Maja Maranow und Gudrun Landgrebe eingenommen. Annett Renneberg ist in der durchgängigen Rolle der Signorina Elettra Zorzi sowie Laura-Charlotte Syniawa in der Rolle als Brunettis Tochter Chiara zu sehen.

## Handlung
In seinem ersten Fall befasst sich Commissario Guido Brunetti mit dem Schicksal des prominenten venezianischen Anwalts Carlo Trevisan, der während einer Zugfahrt erschossen worden ist. Die Ehefrau des Toten und deren Tochter zeigen beide keine wirkliche Trauer. Gemeinsam mit seinem Partner Sergente Lorenzo Vianello findet Brunetti eine Verbindung zu einem anderen Fall in Padua, bei dem es sich dem ersten Anschein nach um einen Selbstmord handelt. Ausschlaggebend hierfür ist der Anruf seines Kollegen Capitano Della Corte aus Padua, der eine Parallele zu dem rätselhaften Tod eines reichen Steuerberaters aus Padua aufzeigt. Die Obduktion des Steuerberaters ergibt, dass das Opfer so stark betäubt war, dass es sich nicht hätte bewegen und daher auch nicht hätte umbringen können. Die Ermittlungen, bei denen Brunetti Unterstützung von seiner Tochter Chiara bekommt, da Francesca, die Tochter des Anwalts, mit Chiara in eine Klasse geht, führen den Commissario auf eine geheimnisvolle Spur. Es scheint nämlich, dass Trevisan, der tote Steuerberater aus Padua und der inzwischen ebenfalls ermordete Geliebte von Trevisans Witwe Franca, Salvatore Martucci, in Geschäfte mit Menschenhandel verstrickt waren und Filme verbreiteten, die den Mord an Frauen mit der Kamera festhielten. Die Kunden dieser Filme scheinen äußerst einflussreich zu sein. Dazu passt auch, dass Martucci die polizeilichen Ermittlungen nach Kräften zu behindern suchte.
Kurz darauf wird Chiara ein Snuff-Video zugespielt, mit dem Brunetti Franca Trevisan konfrontiert. Diese gesteht die dunklen Machenschaften ihres Mannes. In den folgenden Ermittlungen kann eine Brille sichergestellt werden, die einer Frau gehört, die sich zu einem Gespräch mit einem der inzwischen toten Männer getroffen hatte. Brunetti erkennt die Brille wieder, sie gehört der Reisebüroleiterin Regina Ceroni, die sämtliche Reisen der Männer, die nun tot sind, über ihr Büro organisierte und zudem eine frühere Mitarbeiterin Trevisans war. So erhärtet sich der Verdacht, dass das Reisebüro in erster Linie dazu diente, osteuropäische Frauen einzuschleusen, um diese auszubeuten.
Der Commissario kann eine Flucht Ceronis verhindern und ihr ein Geständnis abringen: Ihr Motiv, die Männer zu töten, war Rache. Auch sie war einst durch Menschenhandel nach Venedig gekommen. Sie räumt zwar ein, dass die Morde nicht viel ändern würden, die Männer aber ihren Tod dennoch verdient hätten. Brunetti setzt sie fest, verspricht jedoch, dass ihr nichts passieren könne. Am nächsten Tag erreicht ihn die Nachricht, dass Regina Ceroni nach Padua gebracht worden sei, wo man sie erhängt aufgefunden habe. Er fühlt sich verantwortlich und denkt an ihre warnenden Worte zurück, dass sie den nächsten Tag nicht überleben werde, wenn sie sich stelle, um auszusagen.
Der Film endet damit, dass Brunetti seine Tochter Chiara, die sich von dem ihr zugespielten Film etwas erholt hat, von der Schule abholt und sie untergehakt durch die Stadt gehen.

## Produktion

### Produktionsnotizen, Veröffentlichung
Vendetta wurde 1999 im Auftrag des Bayerischen Rundfunks (Redaktion: Gabriela Sperl) und der Degeto (Redaktion: Boris Schönfelder) von TPI (Trebitsch Produktion International) in Venedig gedreht und am 12. Oktober 2000 zur Hauptsendezeit im Programm der ARD Das Erste erstausgestrahlt. In Ungarn wurde der Film am 6. Juni 2005 veröffentlicht.
Die eingespielte Musik stammt von der Norddeutschen Philharmonie Rostock, Leitung Frank Strobel.
Vendetta ist zusammen mit den neunzehn nachfolgenden Filmen der Reihe am 1. Mai 2015 von der Universum Film GmbH innerhalb der Reihe „Krimi Collection Donna Leon“ auf DVD veröffentlicht worden.
Der Roman Vendetta ist zudem als Hörbuch verfügbar, erschienen bei Steinbachs sprechenden Büchern, gelesen von Christoph Lindert.

### Hintergrund
Die Seite Das Erste führte unter der Überschrift Mehr zum Film aus, dass die seit 1981 in Venedig lebende US-Amerikanerin Donna Leon mit der Figur des Commissario Brunetti „einen charmanten und sensiblen Ermittler ersonnen“ habe. Weiter war die Rede von einem „prachtvoll in Szene gesetzten Bestsellerkrimi“, entstanden am Originalschauplatz, und einer „atemberaubend spannende[n] Verfilmung“, die „mit Joachim Król, Karl Fischer, Barbara Auer, Maja Maranow, Heinz Hoenig und Gudrun Landgrebe hochkarätig besetzt“ sei.
Die Reihenfolge der Filme entspricht bei den ersten 13 Verfilmungen nicht der der Bücher. So ist innerhalb Donna Leons Buchreihe über Commissario Brunetti Vendetta Brunettis vierter Fall.

## Kritik
Die Kritiker der Fernsehzeitschrift TV Spielfilm gaben für Humor, Anspruch und Action je einen von drei möglichen Punkten, für Spannung zwei und die bestmögliche Wertung (Daumen nach oben) und befanden: „Spannend erzählt und mit der ersten Riege deutscher Stars inszeniert.“ Fazit: „Deutscher Italokrimi mit Król-Charme.“
Im Hamburger Abendblatt beschäftigte sich Brigitte Ehrich mit dem Film und führte aus, Donna Leon sei „zufrieden“ gewesen, was die Fans ihrer Krimis auch sein könnten. Regisseur Christian von Castelberg habe „das Mordgeflecht um Mädchenhandel, grausame Pornofilme, drei prominente Tote und eine Rächerin mit viel Atmosphäre“ – was „beim selbst im Regen noch malerischen Schauplatz Venedig nicht allzu schwierig sei“ – umgesetzt. Zwar sei dies ein „für Krimis nicht unbedingt ungewöhnlicher Plot“, bei Donna Leon werde jedoch „mehr daraus“, da ihr Commissario Brunetti in seine Fälle „stets sehr persönlich involviert“ sei. So brauche dieser Film auch „keine rasante Action“, da der Regisseur „ganz auf menschliche Abgründe“ setze. Joachim Król spiele den Commissario mit einer „ganz eigenen Mischung aus persönlicher Betroffenheit und sturem Polizistenehrgeiz“. Barbara Auer als Brunettis „Intelligenzler-Ehefrau“ Paola sei bisher „noch etwas unprofiliert“.
Das Lexikon des internationalen Films sprach von einer „aufwendige[n] (Fernseh-)Verfilmung eines Erfolgskrimis von Donna Leon um den liebenswerten Polizisten Brunetti, der einen ausgeprägten Gerechtigkeitssinn und eine Vorliebe für venezianische Lebensart hat“, schränkte dann jedoch ein: „Betuliche, weitgehend sterile Unterhaltung, die die reizvollen Originalschauplätze vornehmlich als folkloristische Klischees einsetzt.“